# Talpa caucasica
Talpa caucasica (Кріт кавказький) — комахоїдний ссавець роду кротів родини кротових (Talpidae).

## Поширення
Країни поширення: Вірменія, Грузія, Іран, Російська Федерація, Туреччина. Полюбляє вологий субстрат, особливо в листяних лісах і вологих луках. Висота проживання: від рівня моря до 2500 м.

## Життя
Харчується в основному дощовими хробаками. Парування починається в лютому, самиці народжують від кінця березня до кінця квітня. Відтворення раз на рік, розмір виводку становить близько 3 дитинчат.